# Бригадировка (Хорольский район)
Бригадировка (укр. Бригадирівка) — село Ялосовецкого сельсовета Хорольского района (Полтавская область, Украина).
Население по переписи 2001 года составляло 491 человек.

## Географическое положение
Село Бригадировка находится на берегу реки Холодная, выше по течению на расстоянии в 1,5 километра расположено село Червоное, ниже по течению на расстоянии в 0,5 километра расположено село Николаевка. На реке сделано несколько запруд. Рядом проходит автомобильная дорога М-03.

## Происхождение названия
Название село получило от первого владельца бригадира Шамшева.

## История
Село было основано в XVIII веке. Троицкая церковь известна с 1780 года. Село указано на карте 1812 года.

## Экономика
- Свино-товарная ферма.[источник не указан 1423 дня]
- Бригадировское отделение опытного хозяйства «9 января».[источник не указан 1423 дня]

## Объекты социальной сферы
- Школа I ст.[источник не указан 1423 дня]
- Амбулатория семейной медицины.[источник не указан 1423 дня]
- Детский сад.[источник не указан 1423 дня]
- Клуб.[источник не указан 1423 дня]

## Достопримечательности
- Братская могила советских воинов.[источник не указан 1423 дня]